# Urhobo
Das Urhobo ist eine edoide Sprache und wird vom Volk der Urhobo gesprochen. Die Urhobo bilden die mehrheitliche Bevölkerung im Delta State im Süden Nigerias. Urhobo wird zu den Benue-Kongo-Sprachen, einer der Gruppen der Niger-Kongo-Sprachen, gezählt.

## Phonologie
Das Urhobo verfügt im Vergleich zum Proto-Edoid über ein stark reduziertes System von sieben Vokalen, die zwei harmonische Gruppen bilden: /i e a o u/ and /i ɛ a ɔ u/.
Im Urhobo hat sich ein für eine edoide Sprache relativ konservatives Konsonanteninventar herausgebildet. Die Sprache hat drei nasale und lediglich fünf orale Konsonanten, /ɺ, l, ʋ, j, w/, welche nasale Allophone vor den nasalen Vokalen haben. 
|             | Labial | Labiodental | Alveolar | Palatal | Velar | Labiovelar | Glottal |
| ----------- | ------ | ----------- | -------- | ------- | ----- | ---------- | ------- |
| Nasal       | m      |             | n        | ɲ       |       |            |         |
| Plosiv      | p b    |             | t d      | c ɟ     | k ɡ   | k͡p ɡ͡b      |         |
| Frikativ    | ɸ      | f v         | s z      | ɕ ʑ     | ɣ     |            | h       |
| Vibrant     |        |             | r̝        |         |       |            |         |
| Flap        |        |             | ɺ [ɾ̃]    |         |       |            |         |
| Approximant |        | ʋ [ʋ̃]       | l [n]    | j [ɲ]   |       | w [ŋʷ]     |         |